# Mads Pedersen (calciatore)
Mads Giersing Valentin Pedersen (Hørsholm, 1º settembre 1996) è un calciatore danese, difensore dell'Augusta.

## Carriera

### Club
Ha sempre giocato nel campionato danese.
Nel 2019 viene acquistato dall'Augusta. Debutta il 10 agosto successivo nel primo turno di DFB-Pokal contro il Verl perso per 2-1. Sette giorni dopo debutta anche in Bundesliga nella sconfitta esterna contro il Borussia Dortmund per 5-1, fornendo l'assist per l'unico gol. A gennaio 2020 viene ceduto in prestito allo Zurigo, dove disputa due partite fino alla fine della stagione prima di tornare alla base.
Il 19 novembre 2021 segna la sua prima rete con questa maglia nella vittoria per 2-1 contro il Bayern Monaco.

### Nazionale
Ha esordito con la maglia della nazionale under-21 nel 2016, venendo poi convocato per gli europei di categoria nel 2017.

## Statistiche
Statistiche aggiornate al 18 maggio 2024.
| Stagione             | Squadra              | Campionato           | Campionato | Campionato | Coppe nazionali | Coppe nazionali | Coppe nazionali | Coppe continentali | Coppe continentali | Coppe continentali | Altre coppe | Altre coppe | Altre coppe | Totale | Totale |
| Stagione             | Squadra              | Comp                 | Pres       | Reti       | Comp            | Pres            | Reti            | Comp               | Pres               | Reti               | Comp        | Pres        | Reti        | Pres   | Reti   |
| -------------------- | -------------------- | -------------------- | ---------- | ---------- | --------------- | --------------- | --------------- | ------------------ | ------------------ | ------------------ | ----------- | ----------- | ----------- | ------ | ------ |
| 2015-2016            | Nordsjælland         | SL                   | 16         | 0          | -               | -               | -               | -                  | -                  | -                  | -           | -           | -           | 20     | 0      |
| 2016-2017            | Nordsjælland         | SL                   | 25         | 0          | -               | -               | -               | -                  | -                  | -                  | -           | -           | -           | 22     | 2      |
| 2017-2018            | Nordsjælland         | SL                   | 25         | 3          | -               | -               | -               | -                  | -                  | -                  | -           | -           | -           | 31     | 4      |
| 2018-2019            | Nordsjælland         | SL                   | 22         | 0          | CD              | 1               | 0               | UEL                | 5                  | 0                  | -           | -           | -           | 36     | 4      |
| Totale Nordsjaelland | Totale Nordsjaelland | Totale Nordsjaelland | 88         | 3          |                 | 1               | 0               |                    | 5                  | 0                  |             | -           | -           | 94     | 3      |
| 2019-gen. 2020       | Augusta              | BL                   | 2          | 0          | CG              | 1               | 0               | -                  | -                  | -                  | -           | -           | -           | 3      | 0      |
| gen.-giu. 2020       | Zurigo               | SL                   | 2          | 0          | CS              | -               | -               | -                  | -                  | -                  | -           | -           | -           | 2      | 0      |
| 2020-2021            | Augusta              | BL                   | 15         | 0          | CG              | 0               | 0               | -                  | -                  | -                  | -           | -           | -           | 15     | 0      |
| 2021-2022            | Augusta              | BL                   | 29         | 2          | CG              | 0               | 0               | -                  | -                  | -                  | -           | -           | -           | 29     | 2      |
| 2022-2023            | Augusta              | BL                   | 28         | 0          | CG              | 1               | 1               | -                  | -                  | -                  | -           | -           | -           | 29     | 1      |
| 2023-2024            | Augusta              | BL                   | 27         | 1          | CG              | 1               | 0               | -                  | -                  | -                  | -           | -           | -           | 28     | 1      |
| Totale Augusta       | Totale Augusta       | Totale Augusta       | 101        | 3          |                 | 3               | 1               |                    | -                  | -                  |             | -           | -           | 104    | 4      |
| Totale carriera      | Totale carriera      | Totale carriera      | 164        | 5          |                 | 4               | 1               |                    | 5                  | 0                  |             |             |             | 173    | 6      |